# Marschnerova louka
Marschnerova louka je přírodní rezervace severně od města Chřibská v okrese Děčín. Oblast spravuje AOPK ČR Správa CHKO Lužické hory. Důvodem ochrany je jedinečná mokřadní lokalita s výskytem vzácných druhů rostlin zejména čeledi vstavačovité. Toto území má rovněž velký význam estetický a je význačné i jako refugium pro řadu ohrožených živočišných druhů.